# Letland ved vinter-OL 2022
Letlands deltog ved vinter-OL 2022 i Beijing, Kina i perioden 4. – 20. februar 2022.

## Deltagere
Følgende er listen over disciplinerne, som repræsenterede deltagere optræder i.
| Sport                  | Mænd | Kvinder | Total |
| ---------------------- | ---- | ------- | ----- |
| Alpint skiløb          | 2    | 2       | 4     |
| Skiskydning            | 0    | 1       | 1     |
| Bobslæde               | 5    | 0       | 5     |
| Langrend               | 2    | 5       | 7     |
| Kunstskøjteløb         | 1    | 0       | 1     |
| Ishockey               | 25   | 0       | 25    |
| Kælk                   | 7    | 3       | 10    |
| Nordisk kombineret     | 1    | N/A     | 1     |
| Kortbaneløb på skøjter | 2    | 0       | 2     |
| Skeleton               | 2    | 1       | 3     |
| Hurtigløb på skøjter   | 1    | 0       | 1     |
| Total                  | 47   | 11      | 58    |

## Medaljer
| 2022 Beijing | Guld | Sølv | Bronze | Total |
| Letland      | 0    | 0    | 1      | 1     |

### Medaljevindere
| Letland under vinter-OL 2022 i Beijing | Letland under vinter-OL 2022 i Beijing                    | Letland under vinter-OL 2022 i Beijing | Letland under vinter-OL 2022 i Beijing | Letland under vinter-OL 2022 i Beijing |
| Medalje                                | Navn                                                      | Sport                                  | Event                                  | Dato                                   |
| -------------------------------------- | --------------------------------------------------------- | -------------------------------------- | -------------------------------------- | -------------------------------------- |
| Bronze                                 | Elīza Tīruma Kristers Aparjods Mārtiņš Bots Roberts Plūme | Kælkning                               | Hold                                   | 10. februar                            |